# Leucochrysa (Nodita) eubule
Leucochrysa (Nodita) eubule is een insect uit de familie van de gaasvliegen (Chrysopidae), die tot de orde netvleugeligen (Neuroptera) behoort. 
Leucochrysa (Nodita) eubule is voor het eerst wetenschappelijk beschreven door Banks in 1944.